# Libertador (Mérida)
Libertador is een gemeente in de Venezolaanse staat Mérida. De gemeente telt 250.000 inwoners. De hoofdplaats is Mérida, en is tevens de hoofdstad van de staat.